# Laillé
Laillé (bretonisch: Lalieg) ist eine französische Gemeinde mit 5154 Einwohnern (Stand: 1. Januar 2022) im Département Ille-et-Vilaine in der Region Bretagne. Laillé gehört zum Arrondissement Rennes und ist Teil des Kantons Bruz.
Die Einwohner werden Lailléens genannt.

## Geographie
Laillé liegt etwa 20 Kilometer südsüdwestlich von Rennes; die Landschaft nennt sich Campagne Lailléenne. Die Vilaine begrenzt die Gemeinde im Westen.

### Nachbargemeinden
Umgeben ist Laillé von den Nachbargemeinden Bruz im Norden und Nordwesten, Pont-Péan im Nordosten, Orgères im Osten und Nordosten, Chanteloup im Osten und Südosten, Crevin im Südosten, Bourg-des-Comptes im Süden sowie Guichen im Westen.

## Geschichte
Sowohl der Menhir Roche-qui-Chôme als auch die Römerstraße von Condate nach Condivincum (von Rennes nach Nantes) sprechen für eine frühe Besiedlung des Gemeindegebiets. Für die Zeit ab dem 9. Jahrhundert gilt die Existenz einer Siedlung als gesichert.

### Einwohnerentwicklung
| Jahr      | 1962 | 1968 | 1975 | 1982 | 1990 | 1999 | 2006 | 2017 |
| Einwohner | 1267 | 1336 | 1497 | 2411 | 2973 | 3558 | 4366 | 5026 |

## Wirtschaft und Infrastruktur
Durch die Gemeinde führt die Route nationale 137 (hier auch Europastraße 3). Der Ort hat einen Bahnhof an der Bahnstrecke Rennes–Redon.

## Sehenswürdigkeiten
- Kirche Saint-Pierre
- Kapelle Notre-Dame-du-Désert, 1681 erwähnt, während der Revolution zerstört und 1833 wieder errichtet, 2006 erneut zerstört und wieder aufgebaut
- Schloss Laillé, 1779 erbaut, 1913 zerstört
- Schloss Bout-de-Lande, im 19. Jahrhundert erbaut
- vier Herrenhäuser aus dem 17. Jahrhundert
- Gestürzter Menhir Roche-qui-Chôme

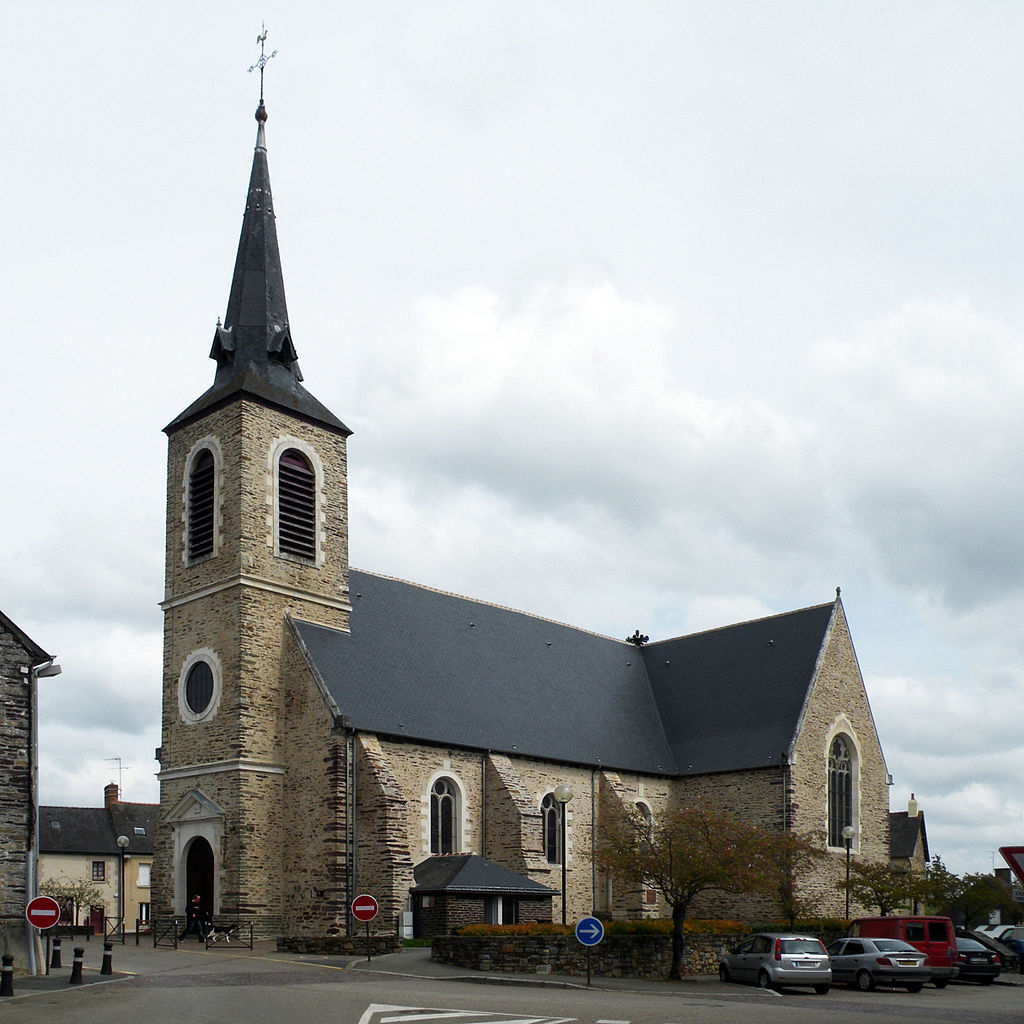
Kirche Saint-Pierre
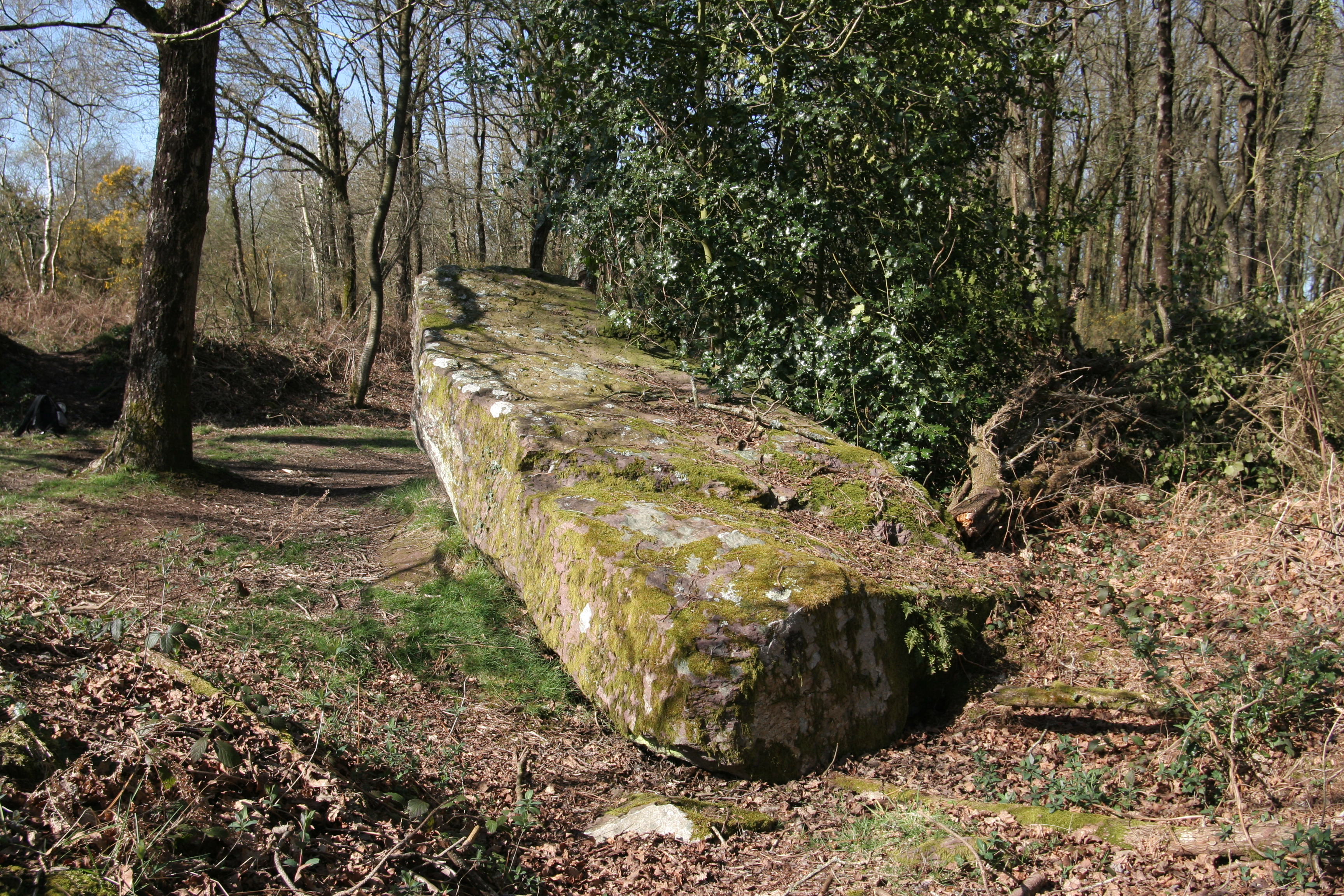
Menhir Roche-qui-Chôme
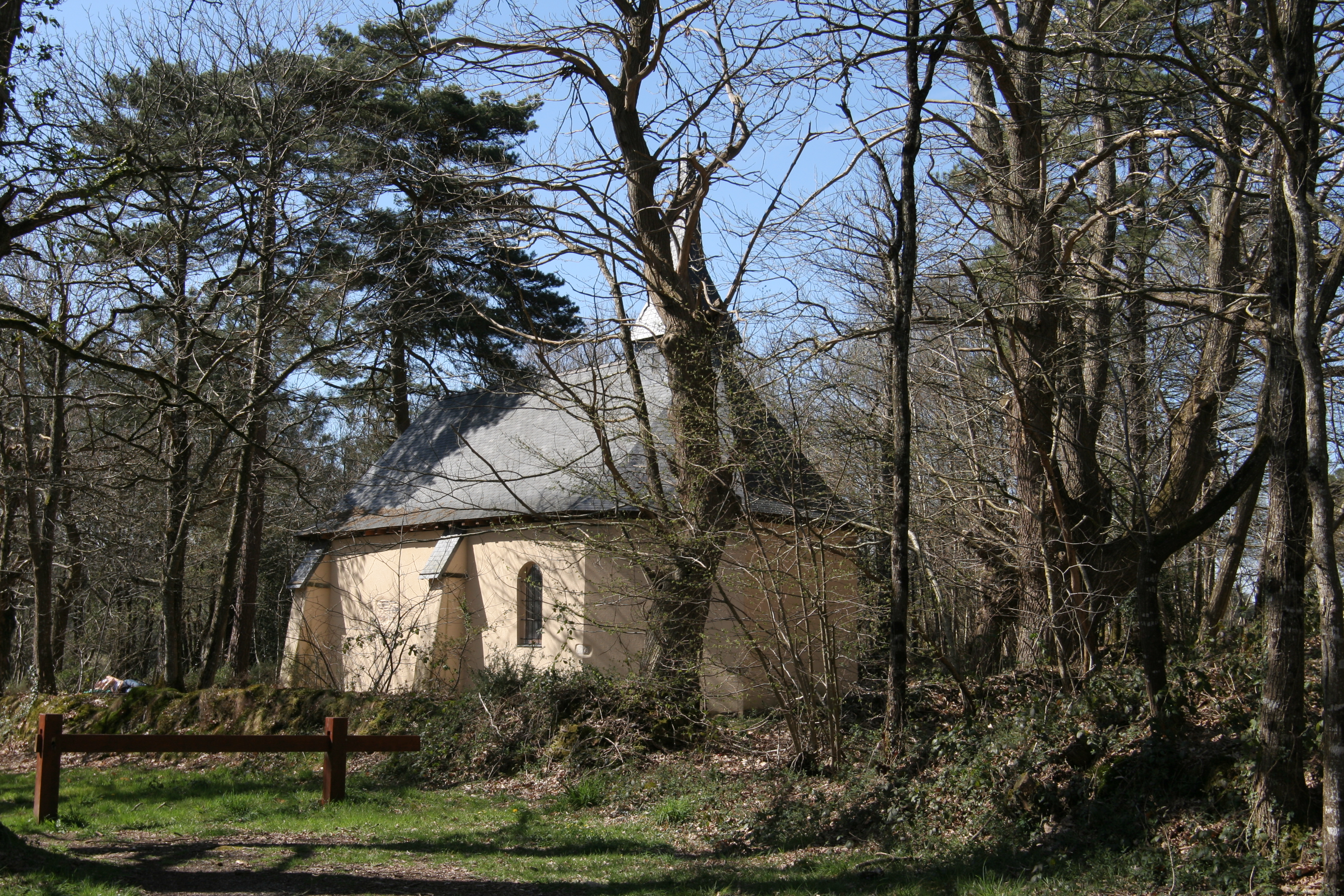
Kapelle Notre-Dame-du-Désert

## Persönlichkeiten
- Léon-Paul Ménard (1946–1993), Radrennfahrer, in Laillé gestorben